# Arthur St. Clair
Arthur St. Clair (Thurso, 23 marzo 1737 – Greensburg, 31 agosto 1818) è stato un politico e generale scozzese naturalizzato statunitense.
Nato in Scozia, prestò servizio nel British Army durante la guerra franco-indiana prima di trasferirsi in Pennsylvania, dove ricoprì incarichi pubblici. Durante la guerra d'indipendenza americana divenne maggior generale dell'Esercito continentale, ma perse il proprio comando dopo una controversa ritirata.
Massone, fu membro della Nova Caesarea Lodge No. 10 di Cincinnati .

## Gioventù ed inizio carriera
St. Clair nacque a Thurso, Caithness, Scozia. Si conosce poco dei suoi primi anni. I primi biografi stimarono che nacque nel 1734, ma i successivi scoprirono la data di nascita del 23 marzo 1736, che nel calendario gregoriano corrisponde al 1737. I suoi genitori, sconosciuti ai primi biografi, furono probabilmente William Sinclair, mercante, ed Elizabeth Balfour. Si dice che abbia frequentato l'Università di Edimburgo prima di diventare apprendista del famoso medico William Hunter.

## Guerra dei sette anni
Nel 1757 St. Clair acquistò un incarico nel British Army, Royal American Regiment, e giunse in America con l'ammiraglio Edward Boscawen in occasione della guerra franco-indiana. Prestò servizio con il generale Jeffrey Amherst nella conquista di Louisburg (Nuova Scozia) del 26 luglio 1758. Il 17 aprile 1759 fu promosso tenente ed assegnato al generale James Wolfe, col quale partecipò alla battaglia di Québec che portò alla conquista della città.

## Colono in America
Il 16 aprile 1762 si congedò e nel 1764 si trasferì a Ligonier Valley (Pennsylvania), dove acquistò un terreno costruendo dei mulini. Fu il maggiore proprietario terriero della Pennsylvania occidentale.
Nel 1770 St. Clair divenne giudice della corte, membro del consiglio proprietario, giudice della corte egli orfani e protonotaio delle contee di Bedford e Westmoreland.
Nel 1774 la colonia della Virginia prese possesso della terra attorno a Pittsburgh, ed alcuni abitanti della Pennsylvania occidentale si armarono per respingerli. St. Clair emise un ordine di arresto per l'ufficiale che guidava le truppe della Virginia. La guerra di Lord Dunmore finì col generare una disputa riguardo al confine.

## Guerra d'indipendenza americana
A metà degli anni 1770 St. Clair si considerava più americano che britannico. Nel gennaio 1776 accettò un incarico nell'Esercito Continentale come colonnello del 3° Pennsylvania. Iniziò a prestare servizio negli ultimi giorni dell'invasione del Québec, partecipando alla battaglia di Trois-Rivières. Fu promosso generale di brigata nell'agosto 1776, e fu mandato dal generale George Washington ad aiutare ad organizzare la milizia del New Jersey. Prese parte all'attraversamento del fiume Delaware da parte di Washington la notte del 25–26 dicembre 1776, prima di combattere la battaglia di Trenton la mattina del 26 dicembre. Molti biografi attribuiscono a St. Clair la strategia che portò Washington a conquistare Princeton, in New Jersey, il 3 gennaio 1777. St. Clair fu promosso maggior generale nel febbraio 1777.
Nell'aprile 1777 St. Clair fu mandato a difendere Fort Ticonderoga. La sua piccola guarnigione non poté resistere al generale britannico John Burgoyne impegnato nella campagna di Saratoga. St. Clair fu costretto a ritirarsi nell'assedio di Fort Ticonderoga il 5 luglio 1777. Non prese più parte alla campagna. Nel 1778 fu sottoposto a corte marziale per la perdita di Ticonderoga. La corte lo assolse e tornò i servizio, anche se non gli furono più assegnati comandi in battaglia. Riprese parte alle battaglie come aiutante di campo di General Washington, che mantenne un'alta opinione di lui. St. Clair si trovava a Yorktown quando Lord Cornwallis si arrese.

## Presidente del Congresso
St. Clair fu membro del consiglio di censura della Pennsylvania nel 1783, e fu eletto delegato al Congresso della confederazione dal 2 novembre 1785 al 28 novembre 1787. Vi furono sommosse all'inizio del 1787 con la ribellione di Shays, mentre gli stati si rifiutavano di risolvere i conflitti sulla terra o di contribuire al governo federale nato da soli 6 anni. Il 2 febbraio 1787 i delegati raggiunsero un quorum ed elessero St. Clair ad un mandato di un anno da presidente del Congresso Continentale. Il Congresso approvò la sua legge più importante, l'Ordinanza del nordovest, durante il mandato da presidente di St. Clair. Durante la presidenza St. Clair la Convenzione di Filadelfia stava stilando una nuova Costituzione degli Stati Uniti d'America che avrebbe abolito il vecchio Congresso.

## Territorio del nord-ovest

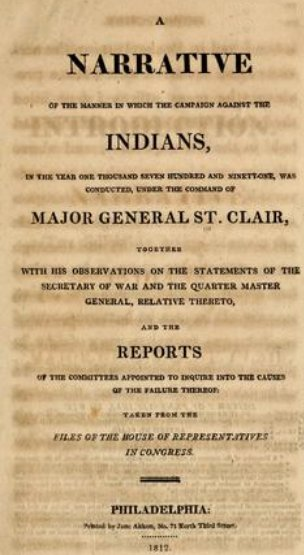
A Narrative stampato da Jane Aitken

In base all'Ordinanza del nordovest del 1787 che aveva creato il Territorio del nord-ovest, il generale St. Clair fu nominato governatore degli odierni Ohio, Indiana, Illinois, Michigan con parti di Wisconsin e Minnesota. Diede il nome alla città di Cincinnati prendendo spunto dalla Società dei Cincinnati, e fu qui che si stabilì. Quando il territorio venne diviso nel 1800, divenne governatore del territorio dell'Ohio.
Da governatore approvò il Codice di Maxwell (dal nome dello stampatore William Maxwell), le prime leggi scritte del territorio. Cercò di mettere fine alla pretesa dei nativi americani sulla terra dell'Ohio e di ripulire la zona per l'insediamento dei bianchi. Nel 1789 riuscì a far firmare ad alcuni indiani il trattato di Fort Harmar, ma molti capi indiani non erano stati convocati ai negoziati, o si erano rifiutati di presentarsi. Invece di annullare le pretese indiane, il trattato li convinse ad opporre più resistenza in quella che oggi è nota come "guerra indiana del Nord-Ovest" (o "guerra di Piccola Tartaruga"). Le ostilità portarono ad una campagna condotta dal generale Josiah Harmar, le cui 1500 milizie furono sconfitte dagli indiani nell'ottobre del 1790.
Nel marzo 1791 St. Clair prese il posto di Harmar come comandante dello United States Army ed ottenne un incarico da maggior generale. Guidò personalmente una spedizione punitiva con due reggimenti regolari ed alcuna milizie. Nell'ottobre 1791, come avamposto della sua campagna, fu costruito Fort Jefferson. Situato nell'attuale contea di Darke in Ohio occidentale, la fortezza era interamente composta da legname e destinata ad essere un punto di rifornimento. Per questo il suo primo nome fu Fort Deposit. Un mese dopo, nei pressi dell'attuale Fort Recovery, il suo gruppo raggiunse gli insediamenti indiani nei pressi delle sorgenti del Wabash, ma il 4 novembre furono sconfitti in battaglia da una confederazione indiana comandata dal capo Miami Piccola Tartaruga e da quello degli Shawnee Giacca Blu. Oltre 600 soldati con un seguito di donne e bambini furono uccisi in questa battaglia, successivamente definita "Sconfitta di St. Clair", chiamata anche "battaglia del Wabash", "massacro di Columbia" o "battaglia dei mille uccisi". Resta la peggiore sconfitta della storia dell'esercito statunitense per mano di nativi americani, con circa 632 soldati uccisi a fronte di soli 21 indiani. Nonostante un'investigazione lo abbia parzialmente prosciolto, St. Clair diede le dimissioni nel marzo 1792 su richiesta del presidente Washington, ma continuò a restare governatore del territorio del nord-ovest.
Federalista, St. Clair sperava di dividere in due il territorio dell'Ohio per aumentare il potere federalista del Congresso. La sua richiesta fu respinta dai democratici-repubblicani dell'Ohio perché considerata di parte e arrogante. Nel 1802 la sua opposizione alla trasformazione dell'Ohio in stato portò il presidente Thomas Jefferson a rimuoverlo dall'incarico di governatore. Non prese quindi parte alla riorganizzazione dello stato dell'Ohio avvenuta nel 1803. La prima Costituzione dell'Ohio prevedette un debole governo ed una forte legislatura, in parte a causa del metodo di governo applicato da St. Clair.

## Famiglia
St. Clair incontrò Phoebe Bayard, membro di una delle più potenti famiglie di Boston, e la sposò nel 1760. Il nome da nubile della mamma di miss Bayard era Bowdoin, ed era la sorella di James Bowdoin, governatore coloniale del Massachusetts.

## Morte e retaggio
Il generale St. Clair morì a Greensburg (Pennsylvania) il 31 agosto 1818 a 81 anni. Morì in povertà dato che la sua ricchezza era stata azzerata da generosi regali, prestiti e da fallimenti finanziari, ma soprattutto perché il Congresso gli aveva rifiutato il rimborso dei soldi che aveva prestato durante la guerra d'indipendenza e mentre era governatore del Nord-Ovest.
Visse con la figlia Louisa St. Clair Robb e la sua famiglia al confine tra Ligonier e Greensburg. I resti di St. Clair furono sepolti sotto ad un monumento di St. Clair Park a Greensburg. La moglie Phoebe morì poco dopo e fu sepolta vicino a lui.
Parte della casa di St. Clair a Youngstown fu poi spostata a Ligonier dove è tuttora conservata, assieme a manufatti e memorabilia di St. Clair presso il Fort Ligonier Museum.
Un piroscafo della guerra di secessione americana fu chiamato USS St. Clair.
Tra i toponimi a lui dedicati ci sono:
In Pennsylvania:
- Upper St. Clair
- St. Clairsville
- St. Clair Township, Contea di Westmoreland
- East St. Clair Township, Contea di Bedford
- West St. Clair Township, Contea di Bedford
- Il St. Clair neighborhood a Pittsburgh

In Ohio:
- St. Clair Township, Contea di Columbiana,
- St. Clairsville
- Fort St. Clair a Eaton

Altri stati:
- Contea di St. Clair (Illinois)
- Contea di St. Clair (Michigan)
- Contea di St. Clair (Missouri)
- Contea di St. Clair (Alabama)